# Xintai
Xintai léase Sin-Tái (en chino:新泰市, pinyin:Xīntài shì) es un municipio (o ciudad-condado) bajo la administración directa de la ciudad-prefectura de Tai'an. Se ubica al oeste de la provincia de Shandong, este de la República Popular China. Su área es de 1933 km² y su población total para 2010 fue de +1,3 millones habitantes.

## Administración
El municipio de Xintai se divide en 21 pueblos que se administran en 20 poblados y 1 villa.